# Tyúkanyó meséi – Jó éjszakát kiscsibék
A Tyúkanyó meséi – Jó éjszakát kiscsibék 1979-ben bemutatott magyar rajzfilm, amely Móra Ferenc két meséje alapján Horváth Gitta írta. Az animációs játékfilm rendezője és írója Szabó Szabolcs. A zenéjét Pethő Zsolt szerezte. A mozifilm a Pannónia Filmstúdió gyártásában készült.

## Rövid tartalom
A film két Móra-mesét dolgoz fel, a „Jércike” és „A hatrongyosi kakasok” című műveket. Tyúkanyó mondja el este kiscsibéinek, hogy azok végre elaludjanak.

## Alkotók
- Rendező és háttértervező: Szabó Szabolcs
- Móra Ferenc meséje alapján írta: Horváth Gitta, Szabó Szabolcs
- Dramaturg: Kőszegi Ábel
- Zenéjét szerezte: Pethő Zsolt
- Operatőr: Csepela Attila
- Hangmérnök: Bársony Péter
- Vágó: Hap Magda
- Mozdulattervezők: Hegyi Füstös László, Szabó Szabolcs
- Rajzolták: Béládi Éva, Szabó Szabolcsné
- Gyártásvezető: Auguszt Olga

Készítette a Pannónia Filmstúdió.